# 卡爾·哈伯爾
卡爾·歐文·哈伯爾（英語：Carl Owen Hubbell，1903年6月22日—1988年11月21日），綽號「餐票」和「卡爾國王」，為前美國職棒大聯盟的投手，身高180公分，體重77公斤。16年棒球生涯全效力於紐約巨人隊。
1936年到1937年，哈伯爾締造連續24場勝投的大聯盟紀錄。1934年明星賽，胡伯爾登板連續三振五名美聯打者也是明星賽連續三振紀錄。他於1947年入選名人堂。

## 生平

### 職業生涯
1928年，他受到巨人隊球探的發掘，該年登上大聯盟。他的菜鳥球季投出10勝6敗。1933年到1937年球季，他連續5年都達成單季20勝以上的紀錄。1933年世界大賽，哈伯爾投出2場完投勝，其中一場甚至投到11局。他生涯在世界大賽先發6場，4勝2敗，防禦率1.79，32K。他生涯253勝154敗，防禦率2.97，1678次三振。
1936年到1937年間，他締造連續24場勝投的大聯盟史上最長投手連勝的紀錄。他拿下2次國聯MVP，3次勝投王和防禦率王，還有一次三振王。1929年5月8日，他面對匹茲堡海盜隊投出無安打比賽。1933年7月2日，他面對聖路易紅雀隊，投出了一場長達18局的完封勝。洋基傳奇選手喬·迪馬喬曾說:哈伯爾是他遇過最難對付的投手。
1936年世界大賽，洋基對決巨人。哈伯爾在第一場拿下勝投，不過洋基隨後贏下後面2場。第4場，哈伯爾再度先發，不過他吞下敗投。最終巨人2勝4敗不敵洋基。
1943年，哈伯爾僅投出4勝4敗，季後被巨人隊釋出，結束他的球員生涯。

#### 明星賽
1934年明星賽，哈伯爾擔任先發，他連續三振五名未來的名人堂打者—貝比·魯斯、盧·賈里格、吉米·法克斯、艾爾·西蒙斯以及喬·克羅寧。就在50年後，1984年的明星賽，國聯投手費南多·瓦倫祖拉與德懷特·古登合計連續投出6次三振。

### 去世
1988年11月21日，哈伯爾在開車回亞利桑那州時中風，導致他車子失控並撞向路邊的燈柱。他雖被送往醫院急救，仍舊宣告不治，享壽85歲。巧合的是，30年前的同一天，他巨人的前隊友密爾·歐特也是因為車禍離世。

## 其他
1999年，The Sporting News將哈伯爾評選為百大傑出棒球員的第45名，他還被提名到大聯盟世紀明星隊。1947年入選名人堂，11號的背號也被巨人隊退休。
在1953年的電影Big Leaguer，哈伯爾飾演他自己。美國詩人Ogden Nash在他的詩集Line-Up for Yesterday裡提到哈伯爾。

## 外部連結
- 球員資訊和成績在MLB ，ESPN ，Retrosheet ，Baseball Reference ，Baseball Reference (Minors) ，Fangraphs ，The Baseball Cube （英文）